# کلاوس گلن
کلاوس گلن (آلمانی: Klaus Glahn؛ زادهٔ ۲۳ مارس ۱۹۴۲) جودوکار اهل آلمان بود.
وی همچنین برندهٔ جوایزی همچون برگ بوی نقره‌ای شده‌است.
وی در مسابقات کشوری و بین‌المللی در مجموع برندهٔ ۴ مدال نقره، ۳ مدال برنز شده‌است.